# Canal de communication
Pour les articles homonymes, voir Canal.
 (mars 2016).
Si vous disposez d'ouvrages ou d'articles de référence ou si vous connaissez des sites web de qualité traitant du thème abordé ici, merci de compléter l'article en donnant les références utiles à sa vérifiabilité et en les liant à la section « Notes et références ».
La notion de canal de communication dérive de la métaphore qui assimile la transmission de messages entre personnes ou groupes humains à un canal dans lequel s'écoule de l'eau, permettant la communication.
En  communication de masse au sens publicitaire, un canal de communication est soit un média, soit un évènement créé tout exprès pour attirer l'attention des personnes auxquelles on désire adresser un message[réf. nécessaire].
En psychologie, un canal de communication est une structure cognitive et sensorielle qui relie le sujet à son environnement, et notamment aux autres sujets[réf. nécessaire].

## Théorie de l'information
La théorie de l'information analyse les systèmes de communication humaine en distinguant un émetteur, un message et un récepteur. L'émetteur produit un message qui est une suite de signes que le récepteur interprète s'il dispose des connaissances nécessaires. Si la transmission des signes comporte des moyens techniques, elle répète ce schéma avec les signes de la communication humaine. L'émetteur encode les signes, une voie de transmission achemine le code, le récepteur décode afin de restituer le signe. La théorie de l'information ne s'intéresse pas au signe ; elle ne considère que le code nécessaire à sa transmission.

### Technique
Hors de l'interaction personnelle face à face, un canal de communication utilise un support qui peut être matériel (papier, fil électrique, fibre optique, ondes radios , etc.) ou virtuel (tube entre processus , etc.).
Un canal de communication peut transmettre les signes de façon analogique, ou réaliser préalablement une analyse numérique par échantillonnage et quantification. Cette technique permet d'encoder un plus grand nombre de signes dans une voie de mêmes caractéristiques et domine pour cette raison et d'autres, économiques et techniques, les canaux de communication modernes.
Les quatre caractéristiques majeures d'un canal de communication sont :
1. sa capacité à transmettre beaucoup de signes, ou, ce qui revient au même, des signes complexes, dans une durée donnée ;
2. la distance entre ses extrémités ;
3. le délai de transmission, variant de plusieurs heures ou jours pour le courrier à quelques fractions de secondes pour les signaux électroniques ;
4. la possibilité de communication en retour.

Il n'est pas toujours désirable d'augmenter les performances dans ces quatre domaines. On distingue notamment les médias, qui transmettent le même message à une foule indistincte, et permettent peu ou pas de communication en retour, des canaux entre individus, pour lesquels cet échange est généralement souhaitable.
On peut utilement distinguer la communication, dans laquelle les récepteurs interprètent les signes, de la simple transmission, dans laquelle les récepteurs décodent sans égard au contexte. Les transmissions numériques explicitent et formalisent le protocole de communication nécessaire à toute interaction. Ce protocole établit les règles selon lesquelles les machines décident des conditions de la transmission des données proprement dites, celles qui sont utiles au-delà des machines impliquées dans la transaction. Cela implique un peu de transmission en retour pour vérifier le fonctionnement du canal et l'intégrité des données : poignée de mains au début, acquittement ou accusé de réception à la fin, éventuellement somme de contrôle.
Les voies de transmission électroniques ont extraordinairement amélioré le délai de transmission, au prix, surtout dans les premiers temps, d'un codage très simplifié des signes. Le courrier a pu rivaliser, par la richesse de son contenu, avec le télégraphe électrique et même avec le télex, le fax, le SMS. Il résiste mal aux canaux informatiques. Le téléphone avec ou sans fil constitue une réduction du message et de la communication en retour par rapport à l'interaction face à face, sensible surtout pour les personnes souffrant d'un handicap ou maîtrisant mal la langue.

### Caractérisation
On peut distinguer le canal de communication par le type de signe humain qu'il transmet :
- voix humaine ;
- texte ;
- images fixes ;
- images animées.

Le délai fixe aussi les limites à l'utilisation d'un canal pour le télétravail.

## Communication de masse
La problématique du canal peut s'envisager du point de vue humain. Dans ce cas, c'est la nature du signe qui compte. Une image, comme une photographie ou un texte, qu'on peut examiner à sa guise, ne s'appréhende pas comme un son, qu'on doit saisir dans l'instant, ou comme une image accompagnée d'un son. Une lettre manuscrite ne s'interprète pas comme un courrier imprimé. Pour McLuhan, le canal, c'est-à-dire le média, fait le message[réf. nécessaire].

### Publicité
Les professionnels qui se chargent de faire connaître au public les propositions commerciales ou politiques d'un client distinguent plusieurs types de canaux de communication :
1. l’évènement réunit des personnes physiques pour prendre connaissance d'un message, et attire éventuellement les autres par la qualité des participants ;
2. les médias s'adressent indistinctement à un segment de la population, selon son lieu de résidence et éventuellement un centre d'intérêt ;
3. les communications personnalisées s'adressent à des destinataires nommés (courrier, Courrier électronique, Publipostage, etc.).

## Psychologie
En psychologie, un canal de communication est une structure cognitive et sensorielle qui relie le sujet à son environnement, et notamment aux autres sujets.